# كريم رشاد سلطان خان
كريم رشاد سلطان خان (بالإنجليزية: Kareem Rashad Sultan Khan)‏ هو عسكري أمريكي، ولد في 12 فبراير 1987 في نبتون ‏ في الولايات المتحدة، وتوفي في 6 أغسطس 2007 في بعقوبة في العراق.